# Anna Silk
Anna Catherine Silk (Fredericton, 31 gennaio 1974) è un'attrice canadese che vive e lavora negli Stati Uniti.

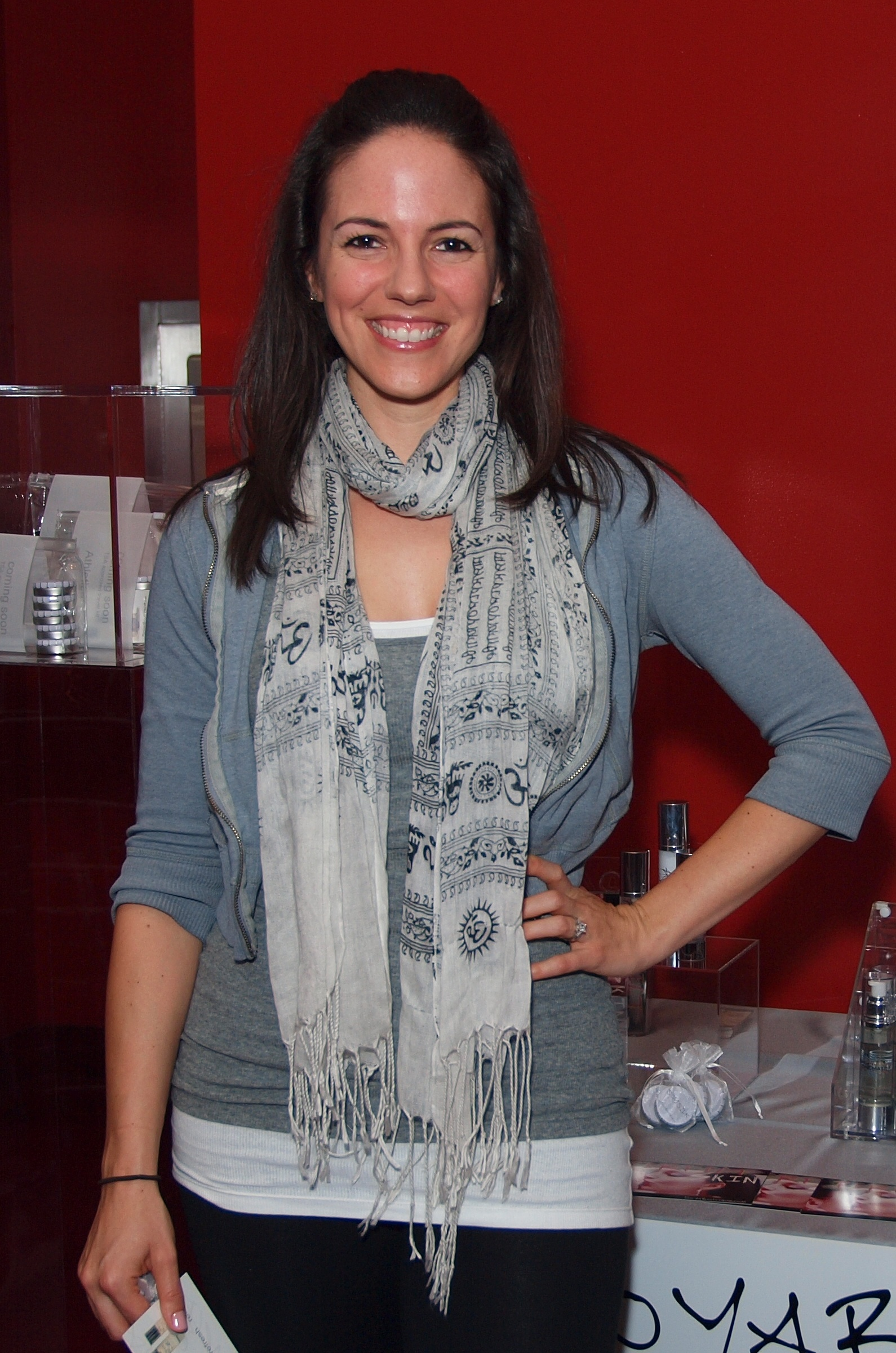
Silk a novembre 2010

Si è laureata presso la St. Thomas University con un Bachelor of Arts (baccellierato in arti) nel 1997. È apparsa in due produzioni teatrali al Teatro St. Thomas, con Seven Menus e The Kitchen.
La Silk diviene famosa in Canada per avere interpretato Deb, nella pubblicità dei cerotti NicoDerm, dove interpreta una assistente di volo arrabbiata e stressata che tenta di smettere di fumare.
Si è trasferita a Toronto per promuovere la sua carriera nel novembre del 1999. Nel 2006 recita a fianco di Stephen Baldwin in Earthstorm di Terry Cunningham. Nel 2003 ha inoltre lavorato con Richard Roy nel film La preda.
Dal 2008, la Silk risiede a Los Angeles, il successo arriva nel 2009, quando diviene la protagonista della serie televisiva canadese Lost Girl.

## Filmografia

### Cinema
- Confessioni di una mente pericolosa (Confessions of a Dangerous Mind), regia di George Clooney - non accreditato (2002)
- La preda (Deception), regia di Richard Roy (2003)
- False verità (Where the Truth Lies), regia di Atom Egoyan - non accreditato (2005)
- Do Not Bend, regia di Pierre Bonhomme (2007)
- Breakfast with Scot, regia di Laurie Lynd (2007)
- Stacking Chips, regia di Arthur Louis Fuller (2009)

### Televisione
- Daring & Grace: Teen Detectives (1999) Ruolo: Sabrina; Episodio: Episodio 1x112
- Undressed (1999) Ruolo: Becca; Episodio 6x17
- Mutant X (2001) Ruolo: Asia; Episodio: "Within These Walls"
- Puppets Who Kill (2002) Ruolo: Infermiera della banca del seme; Episodio: "Portrait of Buttons"
- Petits mythes urbains (2003) Ruolo: Moglie; Episodio: "Sexes en eaux troubles"
- Missing (2003) Ruolo: Marilyn Janacek; Episodio: "Victoria"
- Angela's Eyes (2004) Ruolo: Sondra; Episodio: "The Camera's Eye"
- The Jane Show (2004) Ruolo: Kathy; Episodio: "Shower Killer"
- Dead Lawyers, regia di Paris Barclay – film TV (2004)
- Un matrimonio quasi perfetto (Love Rules!), regia di Steven Robman – film TV (2004)
- Il ritorno dei dinosauri (Anonymous Rex), regia di Julian Jarrold – film TV (2004)
- Ghost Whisperer - Presenze (Ghost Whisperer) (2005) Episodio: "Big Chills"
- Hate – film TV (2005)
- Una vicina quasi perfetta (The Perfect Neighbor), regia di Douglas Jackson – film TV (2005)
- Billable Hours (2006) Ruolo: Suzie; Episodio: "Pigeon Lawyer"
- Finché morte non ci separi ('Til Death Do Us Part) (2006) Ruolo: Mindy Lohman; Episodio: "Storage Unit Murder"
- Earthstorm, regia di Terry Cunningham – Film TV (2006)
- Il gioco della paura (Legacy of Fear), regia di Don Terry – film TV (2006)
- Voicemail (2007) Ruolo: Sandy
- Being Erica (2008-2009) Episodio: “Everything she wants" 2009 e "The Importance of Being Erica", “Bear Breasts” 2010
- Lost Girl – serie TV, 69 episodi (2010)

## Doppiatrici italiane
Nelle versioni in italiano delle opere in cui ha recitato, Anna Silk è stata doppiata da:
- Laura Latini in Ghost Whisperer - Presenze